# Северен морски път
Северният морски път е най-краткият маршрут по вода между Европа и Азиатско-тихоокеанския регион и най-значимата морска транспортна магистрала в Арктика. Разпростира се в Северния ледовит и в Тихия океан, главно по протежението на руския арктически бряг. Дължината му от Санкт Петербург до Владивосток възлиза на 14 280 км. Теоретично икономията от дистанцията достига до 50% в сравнение с използваните маршрути през Суецкия или Панамския канал. Потенциалът за превоз на стоки по този маршрут се оценява на 50 млн. тона годишно, като за 2010 г. размерът им е приблизително 3 млн. тона. Връзката му с плавателните реки на Сибир го окачествява и като общоруска транспортна система. Поради суровите условия, оптималните варианти за плавания по него рязко варират.

## История
Историята по откриването и усвояването на северния морски път е дълговековна. Идеята да се използва Северния морски път хрумва първо на дипломата Дмитрий Герасимов през 1525 година. През втората половина на XV век редица английски и холандски мореплаватели се отправят на експедиции в Северния ледовит океан, в търсене на пряка връзка с Азия и Китай в частност, която те наричат Североизточен път (известен така до началото на XX век). Едни от по-известните плавания от това време са тези на Ричард Чанслър и Хю Уилъби, а по-късно и на Вилем Баренц. Въпреки положените усилия, всички те достигат не по-далеч от архипелага Нова земя.
В края на XVI век многобройни руски експедиции започват постепенно да овладяват и изследват районите по дължината на северния бряг на Русия. През 1648 година Семьон Дежньов и Федот Попов за пръв път достигат до пролива между Азия и Америка, по време на свое пътешествие, и подробно описват Чукотка. Втората Камчатска експедиция, ръководена от Витус Беринг, пропътува почти цялата дължина на Северния морски път в срок от десет години, изработвайки хидрографически описания и географски карти. Научните изследвания на Михаил Ломоносов в областта на образуването и движението на леда, както и на морските течения в Северния ледовит океан, в съчетание с научните експедиции по това време, изиграват важна роля в обогатяването и конкретизирането на информацията и възприятията относно Северния морски път.
От 1820 до 1824 година Фердинанд Врангел и Фьодор Матюшкин изследват и нанасят на карта целия континентален бряг от устието на река Колима до Колючинския залив. През 1879 година шведският полярен изследовател Адолф Ерик Норденшелд, водач на шведско-руска експедиция, успява да „покори“ Северния морски път. Той достига до Беринговия проток, на борда на парахода „Вега“, след пътуване започнало от Европа и продължило един зимен сезон. С това той доказва, че такъв маршрут съществува и е реално проходим. През този период се появява Карският морски път, до устието на реките Об и Енисей, като самият Норденшелд е смятал, че това е крайната точка до която може да пътуват търговски кораби.
В началото на XX век усвоението на Северния морски път добива друг смисъл със стремежа за развитието на руската икономика. През 1909 година в Невската корабостроителница са построени двата парахода ледоразбивачи Таймир и Вайгач, специално предназначени за изследване на маршрута. В хода на експедиция с двата морски съда през 1915 година изследователите откриват непозната територия, която назовават Северна земя.
След Октомврийската революция съветските власти забраняват всякакъв чуждестранен трафик по маршрута. През 20-те години на XX век, държавата прави усилия по развиването на пътя, като през следващото десетилетие той е изцяло усвоен като вътрешен морски транспортен коридор, подпомагащ разработването на арктическите ресурси. През 1932 година е основана ГлавСевМорПут (Главное управление Северного морского пути) – организация, отговорна както за самия път, така и за цялата икономическа дейност в арктическите територии на СССР. Това слага край на дългогодишните дебати и съмненията за възможностите за използването му. В същата година е извършен и първият преход на цялата дължина с едно плаване под ръководството на Ото Шмид, който оглавява управлението на ГлавСемМорПут, и капитан Воринин на борда на парахода „Сибиряков“.
През 40-те години на миналия век, Северният морски път започва да се използва за доставки на промишлени стоки от Далечния Изток, придвижване на военни кораби на запад или риболовни на изток, и много други. От 70-те години се използва също и за развитието на северната съветска нефтена и газова индустрия. През 1987 година Михаил Горбачов предлага да се даде достъп за плаване на чуждестранни морски съдове, а формалното му отваряне е на 1 юли 1991 година.

## Настояще
Разпадът на Съветския съюз и последвалата икономическа криза оказват негативно влияние върху развитието на Северния морски път. Централизираното снабдяване с промишлени и продоволствени товари е ликвидирано, което води до колапс на транспортната система по маршрута. Експлоатацията му спада до крайно незадоволително равнище, възлизащо на 1,5 милиона тона (без нефтения експорт от Баренцово море) превозен товар годишно, в края на 90-те години на миналия век. След този спад се отчита постепенно подобрение, като за 2010 година са отчетени 3 милиона тона транспортирани товари.
Продължителността на периода възможен за плавания варира между 2 и 4 месеца в годината, в зависимост от условията, а с помощта на ледоразбивачи в отделни участъци и повече.
По инициатива на руската страна, през 1993 година е организирана мащабна изследователска програма с участието на Русия, Норвегия и Япония, чиято цел е изследването на цялата акватория, подходяща за международно плаване. До завършването ѝ през 1999 година е събрана огромен брой информация в услуга на всички заинтересовани за опознаване на предимствата на маршрута. Разкрит е потенциалът за бъдещо нарастване на регионалния трафик, макар и от друга страна да става ясно, че поради климатичните и икономически условия на този етап не е подходящ за регулярен транзитен трафик.
Като основни предимства могат да се посочат ниската стойност на разходите заради по-късото разстояние, както и отсъствието на морски пирати. Недостатъците се състоят в нуждата от съпровод на ледоразбивач, обучен екипаж за работа в арктически условия и кратък навигационен период. Несигурността в спазването на графика поради непредвидени събития, както и нуждата от използване на пригодени за полярни условия морски съдове също оказват отрицателно влияние върху използването му.
Главните товарни потоци, доминиращи превоза в арктическата област са три:
- Руди и обработени метали;
- Нефт и газ – силен растеж в трафика предимно чрез малки танкери от Баренцово и Карско море в западна посока;
- Храни, горива и строителни материали за нуждите предимно на арктическите населени места.

## Бъдеще
Нефтената и газова индустрия на Русия настъпва далеч на север в усвояването на природните залежи на Арктика. Повишената интензивност в транспортирането на суровини по Северния морски път му придава бъдещо стратегическо значение. Глобалните климатични промени рефлектират върху изчезването на ледената покривка, с което акваторията би се превърнала в достъпна. Дори при висок темп на глобални климатични промени обаче, редовен транспортен трафик в краткия плавателен сезон не би се осъществил в близките 20 години, а за целогодишен пълноценен такъв, биха били нужни поне 40.